# كارلوس أندريس أرياس
كارلوس أندريس أرياس (بالإسبانية: Carlos Arias Pérez)‏ (4 سبتمبر 1986 بتشيلي - ) هو لاعب كرة قدم تشيلي في مركز حراسة المرمى. شارك مع منتخب تشيلي تحت 20 سنة لكرة القدم. أما مع النوادي، فقد لعب مع نادي أونيفرسيداد كاتوليكا وكوريكو يونيدو وديبورتيس ميليبيلا وProvincial Osorno ‏.

## وصلات خارجية
- كارلوس أندريس أرياس على موقع الاتحاد الدولي (مؤرشف)  (الإنجليزية)
- كارلوس أندريس أرياس على موقع Soccerway.com (الإنجليزية)
- كارلوس أندريس أرياس على موقع عالم كرة القدم.نت (الإنجليزية)